# Surgicon
Surgicon är ett internationellt nätverk av kirurger, skapat i Göteborg 2010, ett projekt i syfte att förbättra kvalitén på kirurgisk hantverksträning.
Ordförande är docent Dan Farahmand sedan 2021, i en styrelse som under historiken bestått av totalt 18 ledande professorer/docenter från nio länder. Projektets grundtes är att kirurgisk hantverksträning bör baseras på vetenskapligt validerade träningsmetoder, och att träningen bör vara likvärdig internationellt eftersom den mänskliga kroppen är likadan oavsett land, kultur, religion och socioekonomisk status. En internationell harmonisering av kirurgisk hantverkskompetens skulle även underlätta ett internationellt utbyte inom yrkesområdet, så att kirurger kan arbeta i olika länder utan en omfattande pappersexercis.

## Aktiviteter
Inom ramen för projektet har tre internationella kongresser med temat "Surgical Training" organiserats (2011, 2013 och 2021). De två första kongresserna hölls på Svenska Mässan i Göteborg, och den tredje streamades online på grund av pågående pandemi. Den första kongressen samlade 32 föreläsare och deltagare från 30 länder, och både 2013 och 2021 föreläste 45 kirurger och forskare från 19 länder. 
Flera andra aktiviteter har genomförts inom ramen för projektet, för att lyfta frågan om "Hur man förvandlar en student från Läkarutbildningen till en skicklig hantverkare". Projektet har sedan starten 2010 drivits helt ideellt och har varit ofinansierat, frånsett deltagaravgifter och avgifter från utställare och annonsörer i anslutning till de tre kongresserna. År 2020 erhölls projektet 5,7 miljoner kronor av Vetenskapsrådet, som ett av sex projekt vid Göteborgs universitet. Ett samarbete med Drexel University i Philadelphia inleddes, där Dan Farahmand i november 2022 var opponent vid disputationen av Marlene DeMaio där avhandlingen handlade om kirurgisk träning. Ytterligare en doktorsavhandling producerades som en direkt följd av Surgicon-projektet, av Richard L.Angelo 2018.

## Stiftelse
År 2012 grundades den ideella Stiftelsen Surgicon som organisatorisk bas för projektet, som en markering av projektets icke-kommersiella karaktär. Stiftelsens stadgar reglerar eventuella ekonomiska resurser, så att dessa endast kan användas till vetenskaplig forskning inom ämnet kirurgisk hantverksträning, utveckling av kirurgisk hantverksträning samt organisation av kommande Surgicon-kongresser.
Ämnet "kirurgisk träning" innefattar ett brett spektrum av frågeställningar som ännu (2023) är obesvarade i validerade vetenskapliga studier. Ett 20-tal huvudteman har ingått som programpunkter (uppdelade i ett inledningsanförande och åtföljande 3–4 föredrag samt en följande paneldebatt) vid de tre Surgicon-kongresserna som illustrerar ämnets bredd.